# WEB
 WEB cũng được dùng thể chỉ World English Bible (một bản dịch Kinh thánh tiếng Anh). Về các cách dùng khác, xin xem web.
WEB là một hệ lập trình máy tính do Donald Knuth xây dựng đầu tiên để thể hiện ý tưởng "lập trình văn học": tức là người ta có thể tạo ra phần mềm như những tác phẩm văn học, bằng cách cho các mẩu mã lệnh vào trong các đoạn văn bản mô tả thay vì làm ngược lại là thông lệ phổ biến trong hầu hết các ngôn ngữ lập trình.
Hệ WEB gồm hai chương trình chính: tangle, để tạo ra mã lệnh Pascal biên dịch được từ các văn bản nguồn; và weave, dùng để tạo ra các tài liệu hỗ trợ được trình bày chuyên nghiệp và có thể in ra được bằng cách dùng TeX.
Phiên bản mới của WEB gọi là CWEB.